# Наместник царства Польского
Царский наместник в царстве Польском — эквивалент генерал-губернатора. Первоначально представитель императора в регионе, а затем глава государственного аппарата на данной территории.
Должность наместника царства Польского была учреждена согласно Конституции 1815 года (Глава 3. О наместнике и Государственном совете). В период отсутствия монарха в Польше наместник председательствовал в Государственном совете. Он также был руководителем Административного совета. Как представитель монарха он имел право вето. Указы наместника, за исключением применения права вето, должны были подкрепляться подписью профильного министра. Из компетенции наместника были исключены вопросы финансов, внешней политики и военного управления. В конституции оговаривался порядок назначения временно исполняющего обязанности наместника. Им становился председатель Административного совета.
11 января 1874 года должность наместника официально упраздняется, наместничество преобразовывается в Варшавское генерал-губернаторство.

## Генерал-губернаторВаршавского герцогства
- Василий Сергеевич Ланской (1813—1815), председатель Временного Верховного совета Великого герцогства Варшавского.

## НаместникиЦарства Польского
- 27.11.1815 — 28.06.1826: князь Иосиф Зайончек.
  - 1826 — 1830: Валентин Соболевски (председатель Административного совета) и великий князь Константин Павлович (главнокомандующий Польской армией).
  - начало 1831 — 29.05.1831: генерал-фельдмаршал граф Иван Иванович Дибич-Забалканский, как губернатор занятых русскими войсками провинций.
- 23.03.1831 — 20.01.1856: генерал-фельдмаршал светлейший князь Иван Фёдорович Варшавский граф Паскевич-Эриванский, .
  - 1849: Иван Иванович Ден, инженер-генерал, исправляющий должность наместника (за отъездом Паскевича на театр военных действий в Венгрию).
  - 1853 — 1855: граф Фёдор Васильевич Ридигер, генерал от кавалерии, исправляющий должность наместника (за отъездом Паскевича на театр военных действий на Дунай).
- 1856: граф Викентий (Винценты) Иванович Красинский герба Слеповрон, исправляющий должность наместника.
- 08.01.1856 — 18.05.1861: генерал-адъютант генерал от артиллерии князь Михаил Дмитриевич Горчаков.
- 16.05.1861 — 06.08.1861: генерал-адъютант генерал от артиллерии военный министр Николай Онуфриевич Сухозанет, исправляющий должность наместника.
- 06.08.1861 — 09.10.1861: генерал-адъютант генерал от кавалерии граф Карл Карлович Ламберт, исправляющий должность наместника.
- 09.10.1861 — 27.05.1862: генерал-адъютант генерал от инфантерии Александр Николаевич Лидерс, исправляющий должность наместника.
- 27.05.1862 — 19.10.1863: генерал-адмирал великий князь Константин Николаевич (Романов),
- 19.10.1863 — 06.01.1874: генерал-адъютант генерал от инфантерии (с 28.10.1866 генерал-фельдмаршал) граф Фёдор Фёдорович Берг.